# Antonio Nariño
Antonio Nariño (Santa Fé de Bogotá, 9 de abril de 1765 — Villa de Leyva, 13 de dezembro de 1823) foi um político e militar colombiano, um dos líderes no processo de independência da Colômbia que iniciou-se em 1780.

## Biografia
Desterrado por suas atividades políticas, regressou à Colômbia em 1797. O vice-rei Mendinueta y Múzquiz ofereceu-lhe garantias de vida, mas o recolheu à prisão ao mesmo tempo que lhe pediu a elaboração de um projeto de reformas administrativas e políticas. Permaneceu no cárcere por cinco anos, até ser libertado em 1802. Durante os anos da chamada "pátria boba" (1810 - 1816), moveu tenaz combate ao presidente Jorge Tadeo Lozano. Os congressistas o designaram para a presidência interina, que exerceu de 1811 a 1813. Durante seu governo proclamou a soberania da república de Cundinamarca, consagrada na constituição de 1812. O recrudescimento da reconquista espanhola, a partir de 1813, levou-o ao desastre final de Pasto (1814). Recolhido a um cárcere em Cádiz, na Espanha, foi libertado apenas em 1820. Voltou à América e à luta quando as jornadas de Bolívar ultimavam a emancipação do continente.